# Eki Heinonen
Erkki Tapani Heinonen (conocico como Eki Heinonen; Vaasa, 8 de julio de 1967) es un deportista finlandés que compitió en vela en la clase Soling. Ganó una medalla de bronce en el Campeonato Mundial de Soling de 2019 y una medalla de oro en el Campeonato Europeo de Soling de 2019.

## Palmarés internacional
| Campeonato Mundial | Campeonato Mundial | Campeonato Mundial | Campeonato Mundial |
| Año                | Lugar              | Medalla            | Clase              |
| ------------------ | ------------------ | ------------------ | ------------------ |
| 2019               | La Baule (Francia) | Medalla de bronce  | Soling             |
| Campeonato Europeo |                    |                    |                    |
| Año                | Lugar              | Medalla            | Clase              |
| 2019               | Torbole (Italia)   | Medalla de oro     | Soling             |